# Varicela por rickettsia
Varicela por rickettsia, varicela rickettsiana, rickettsiose pustulosa ou rickettsiose variceliforme devida à Rickettsia akari é uma doença infecciosa transmitida pela mordedura de um ácaro e causada pela bactéria Rickettsia akari). O médico Robert Huebner e o entomólogo autodidacta Charles Pomerantz desempenharam um papel fundamental ao identificarem a causa da doença durante um surto da doença que ocorreu num complexo de apartamentos em Nova Iorque no ano de 1946. Este episódio foi documentado em "The Alerting of Mr. Pomerantz," uma novela da autoria por escritor e médico Berton Roueché.

## Transmissão
A bactéria é originalmente encontrada em ratos (normalmente o rato-doméstico e os ácaros que se alimentam deles ficam infectados. Os seres humanos desenvolvem a doença ao receberem uma mordedura do ácaro, não dos ratos.
O ácaro é da espécie Liponyssoides sanguineus, anteriormente classificado como Allodermanyssus sanguineus.

## Tratamento
A doença é tratada com tetraciclinas, normalmente doxiciclina. O cloranfenicol é também uma alternativa.

## Prognóstico
A doença tem efeitos são geralmente moderados e é curada entre 2 a 3 semana, sem tratamento. Não existem registos de mortes provocadas pela doença.

## Epidemiologia
Indivíduos que residem em áreas urbanas têm um risco mais elevado de contrair a doença, por se tratarem de zonas com maior incidência de problemas com ratos.
1. ↑  rickettsialpox em Dicionário Médico de Dorland
2. ↑  «Rickettsialpox: eMedicine Infectious Diseases». Consultado em 26 de abril de 2010
3. ↑  Pedro-Pons, Agustín (1968). Patología y Clínica Médicas. 6 3rd ed. Barcelona: Salvat. p. 844. ISBN 84-345-1106-1